# Till kritiken av den hegelska rättsfilosofin
Till kritiken av den hegelska rättsfilosofin (tyska originalets titel: Zur Kritik der Hegelschen Rechtsphilosophie) är ett manuskript skrivet av Karl Marx åren 1843–1844. Skriften, som aldrig publicerades under Marx livstid, var tänkt som en inledning till ett större arbete om Friedrich Hegel. Marx kritiserar Hegels verk Grundlinien der Philosophie des Rechts från 1820. Texten behandlar också ämnen som religion, ateism och filosofins roll.
| ” | Det religiösa eländet är samtidigt uttrycket för det verkliga eländet som det är protesten mot detta verkliga elände. Religionen är de betryckta kreaturens suck, hjärtat hos en hjärtlös värld, anden i andefattigdomens tillstånd. Den är folkets opium. | „ |

| ” | Kritikens vapen kan naturligtvis inte ersätta vapnens kritik, den materiella makten måste störtas med materiell makt, men också teorin blir till materiell makt så snart den griper tag i massorna. | „ |

| ” | Att vara radikal är att gå till roten med saken. Men roten till människan är människan själv. | „ |